# Enceinte de Bellême
Pour les articles homonymes, voir Bellême (homonymie).
L'enceinte de Bellême est une ancienne fortification d'agglomération, du 2e quart du XIe siècle, qui protégeait et enserrait l'ancien bourg médiéval de Bellême aujourd'hui dans le département français de l'Orne, en région Normandie.

## Localisation
Les vestiges de l'enceinte urbaine sont situés dans la ville close de Bellême, dans le département français de l'Orne.

## Historique

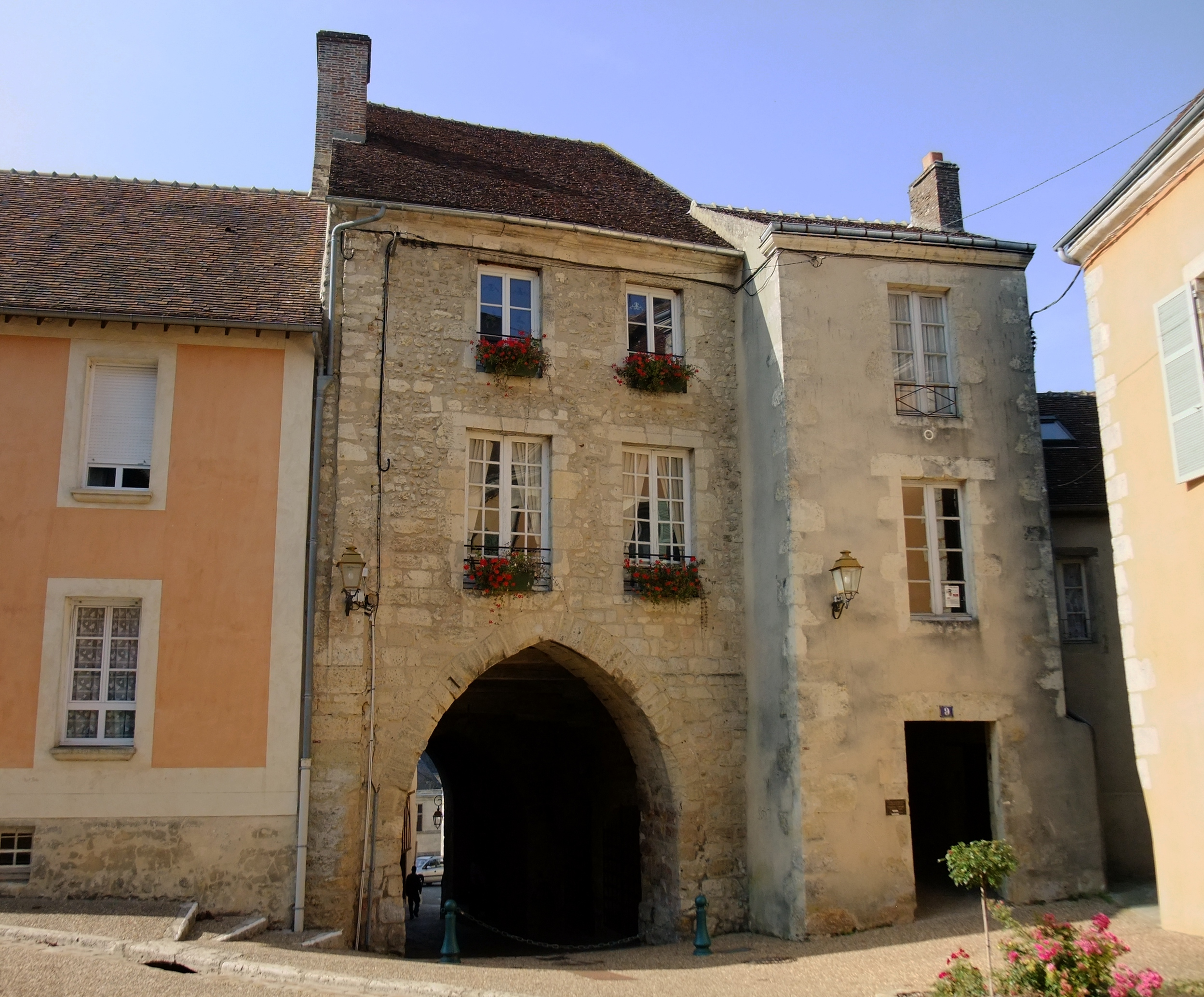
Le porche, vue de la rue Ville-Close.

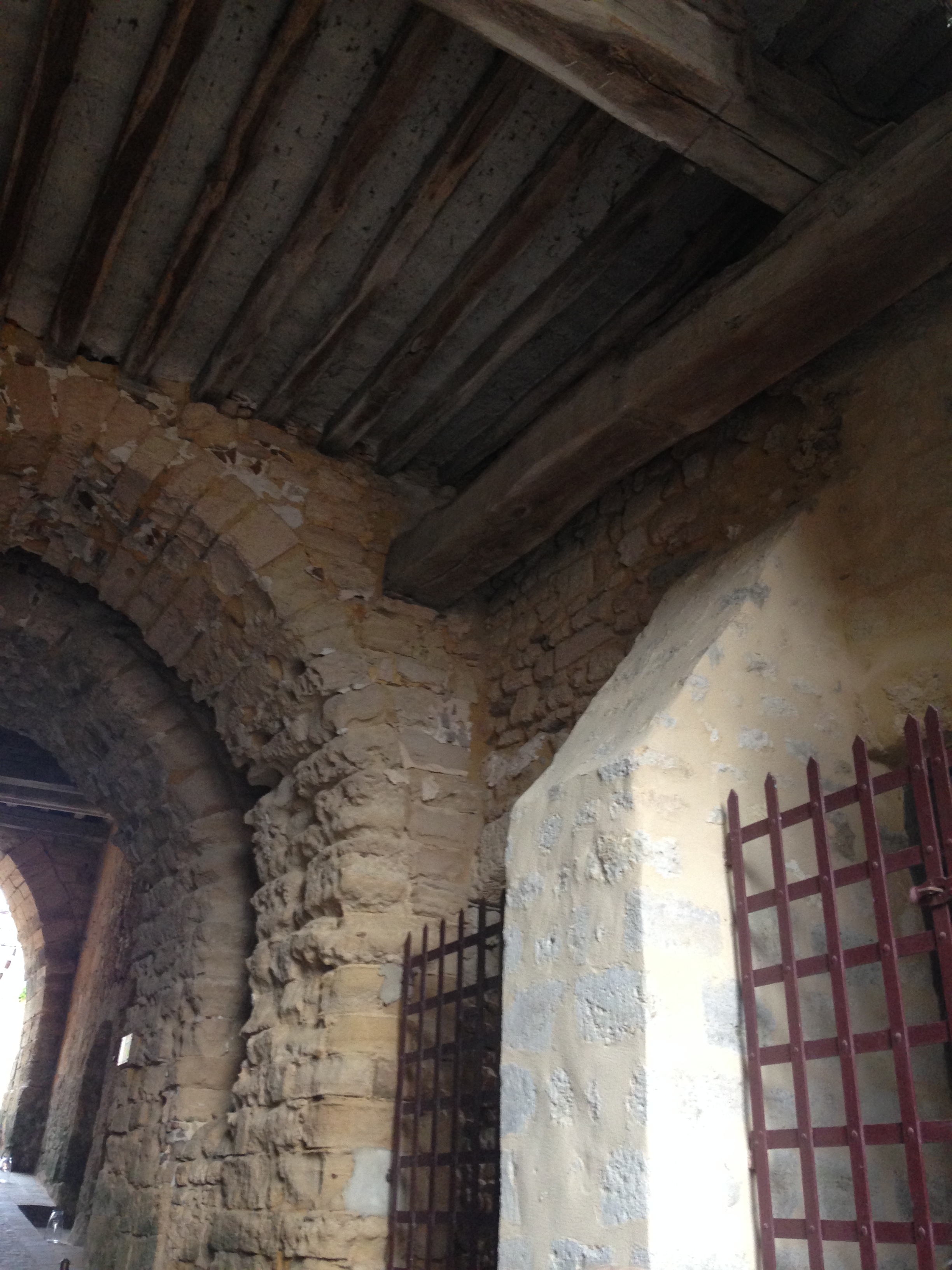
Le Porche en 2016
À droite, la partie restaurée en 2015, à gauche, la partie non encore restaurée. On voit que le sel, au contact de l'humidité, a attaqué la pierre qui se transforme en grain de sable.

D'après le photographe français Frédéric Chéhu, « Bellême est une toute petite ville fortifiée » du Perche, dont « le point d'orgue […] est le porche du XVe siècle, surmonté de ses tours : le plus beau du Perche ».
Les fortifications furent dressées en 1027, en même temps que le château fort, par Guillaume Ier Talvas.

## Description
Parmi les vestiges, il subsiste, la porte Saint-Sauveur, restaurée par le comte de Warwick en 1417, et quelques tours médiévales de la « ville close » dont la tour de l'Horloge, de forme octogonale, et des portions des remparts encastrés dans des maisons, précédés par les fossés.

### La porte Saint-Sauveur
Porte d'entrée de ville au XVe siècle, la porte Saint-Sauveur, en tiers-point ouverte entre deux tours, abrite dès l'époque moderne le grenier à sel de la cité. En 1582, la tour sud du Porche devient maison de dépôt de sel avec les deux greniers à sel au-dessus, permettant alors de protéger le sel de la population. L'ancienne salle des gardes devient le grenier fortifié avec la salle de vente au rez-de-chaussée.
Toutefois, avec le temps, le sel ronge et détruit la pierre. C'est aujourd'hui un monument menacé.
Le porche est partiellement inscrit au titre des monuments historiques par arrêté du 19 mai 1937.
Préservation
Pour préserver ce site, l'Association de sauvegarde et de promotion du patrimoine de Bellême, dit « Bellême-Patrimoine », voit le jour en 2011. Son siège social se situe à la mairie de Bellême. Sa mission est de trouver des fonds afin d'effectuer des travaux de restauration, de tous les sites patrimoniaux de Bellême, comme le porche ou encore l'église Saint-Sauveur.
Pour sauver le site, il est nécessaire de procéder, sous la direction de l'atelier Touchard architectes[réf. nécessaire], à : la désalinisation du Porche, par la pose de compresses pour absorber le sel ; à la restauration du site, en changeant notamment des pierres de taille et en refaisant les joints de maçonnerie.
Ainsi, la municipalité de Bellême, l'association Bellême-Patrimoine et la Fondation du patrimoine ont lancé une souscription pour financer les travaux de dessalement et de restauration du Porche. De leurs côtés, les commerçants ont lancé une opération « produit-partage », en reversant de 50 centimes à 2 euros de l'un de leurs produits au profit de la restauration du porche. L'année 2014 est une année faste, mis en avant lors du 15e anniversaire du mécénat populaire de la Fondation du patrimoine. Trente-huit commerçants ont relancé l'opération en 2016.
En 2015, la 1re tranche des travaux, correspondant à la salle d'artillerie et son extérieur, est effectué. Ceci a permis d'effectuer un diagnostic archéologique par l'Inrap. Les structures militaires de la porte Saint-Sauveur ont été édifiées entre le XIIe (1re période de construction) et le XIVe siècle (3e période), avant sa transformation en grenier à sel à l'époque moderne. En 2016, la 2e tranche a concerné la restauration de la salle d'exposition, appelée « Grenier à sel ».

Vue sous le porche
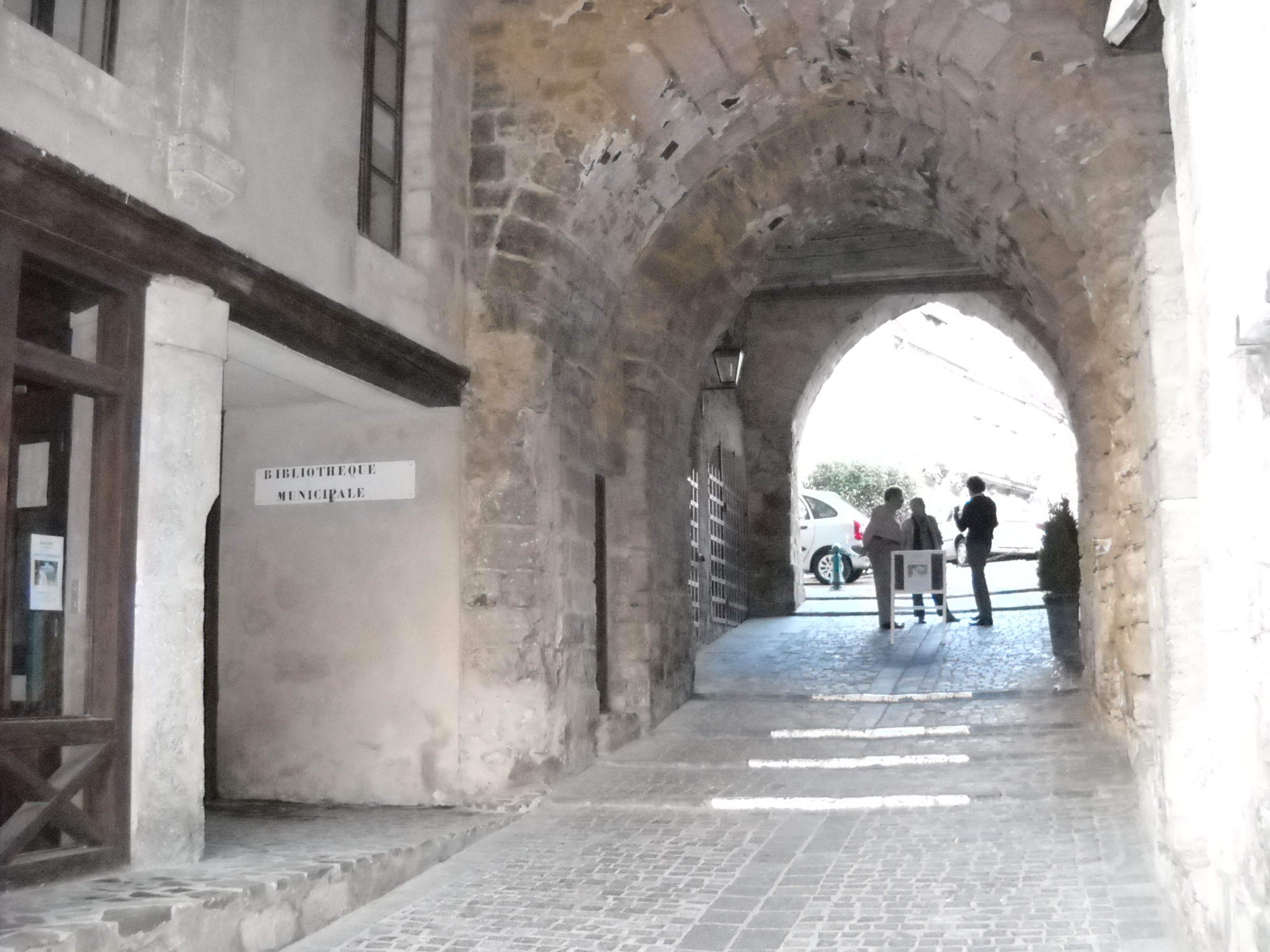
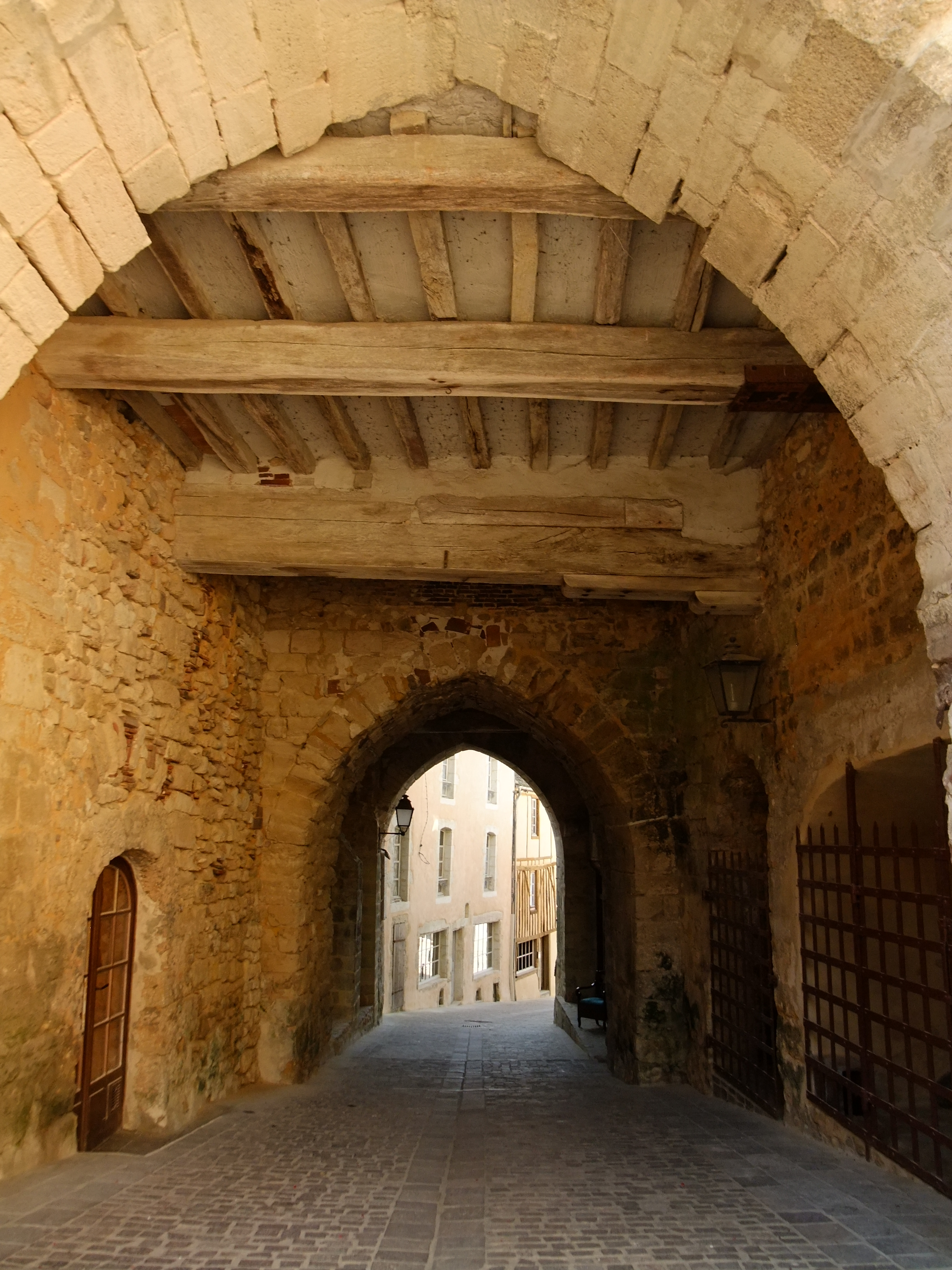

### La tour de L'Horloge

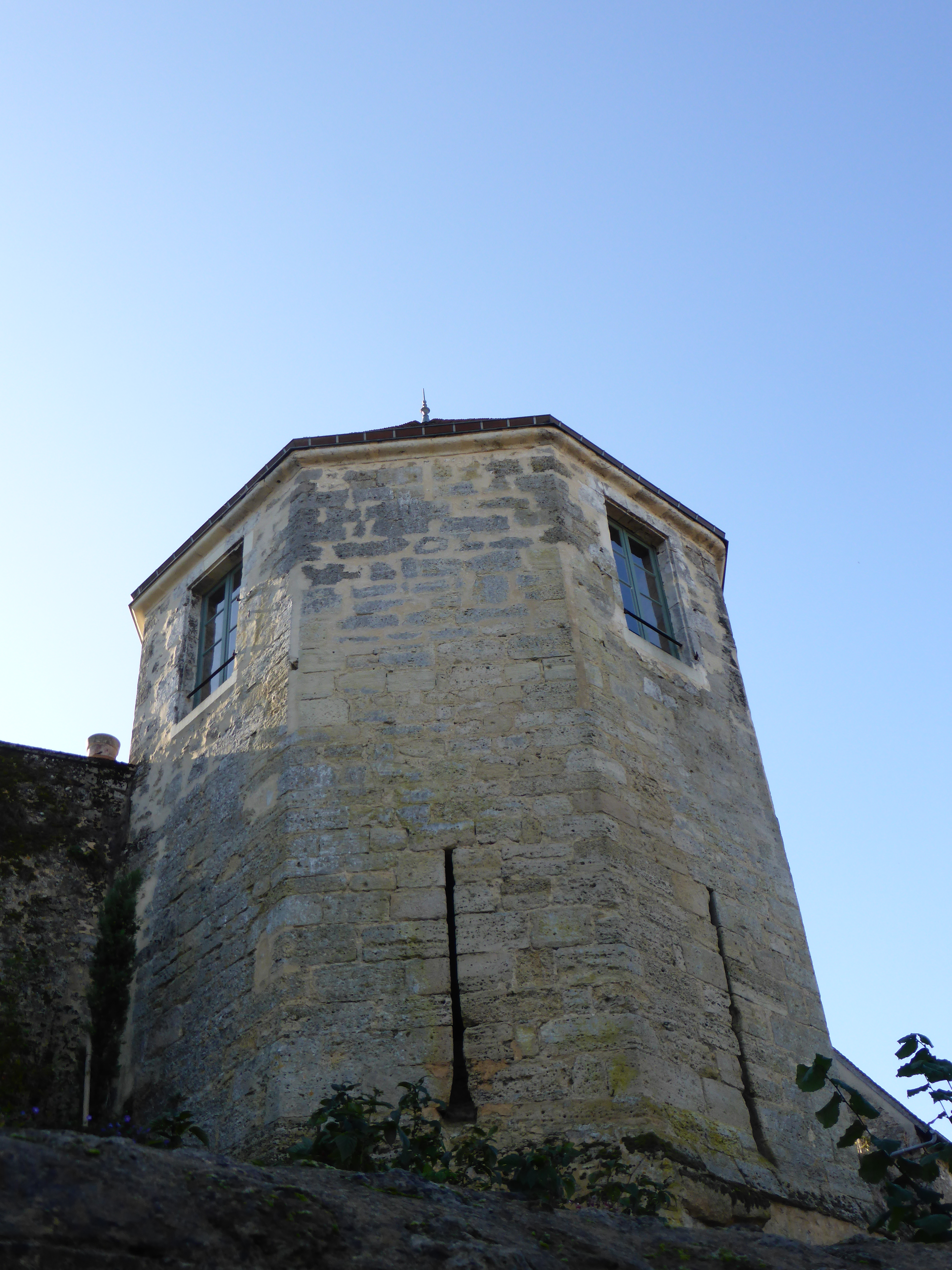
La tour de l'Horloge.

La tour polygonale datée du XIIIe siècle a été munie d'une horloge d'où son nom. Elle est inscrite au titre des monuments historiques par arrêté du 17 janvier 1989.